# Nelleke Beltjens
Nelleke Beltjens (* 18. November 1974 in Roermond) ist eine niederländische Bildhauerin und Zeichnerin.

## Leben
Von 1992 bis 1996 studierte Nelleke Beltjens Kunst an der Academie voor Beeldende Vorming in Tilburg, von 1997 bis 1998 an der Northern Illinois University in DeKalb und von 1999 bis 2001 an der University of California in Davis (Kalifornien). Seit 2001 lebt und arbeitet Nelleke Beltjens als freie Künstlerin an wechselnden Orten sowohl in den USA wie in Europa. Von 2007 bis 2011 unterrichtete sie als Leiterin der Abteilung Skulptur an der Montana State University in Bozeman (Montana).

## Werk
Beeinflusst von Bildhauern wie Carel Visser und Joachim Bandau entwickelte Nelleke Beltjens bereits als Studentin eine klare Formensprache für ihre minimalistischen Skulpturen. Die frühen Arbeiten waren meist aus Stahl gefertigt und weisen mit ihren hausähnlichen Formen einen klaren Bezug zur Architektur auf. Während ihrer ersten Aufenthalte in den USA erweiterte sie ihr bildhauerisches Vokabular und experimentierte mit ungewöhnlichen Materialkompositionen wie Stahl und Beton, Holz und Gips usw.
Als Bildhauerin lehnte Nelleke Beltjens die Präsentation ihrer Arbeiten auf Sockeln ab und platzierte ihre Arbeit stets auf dem Boden, oft als vielteilige Installationen.

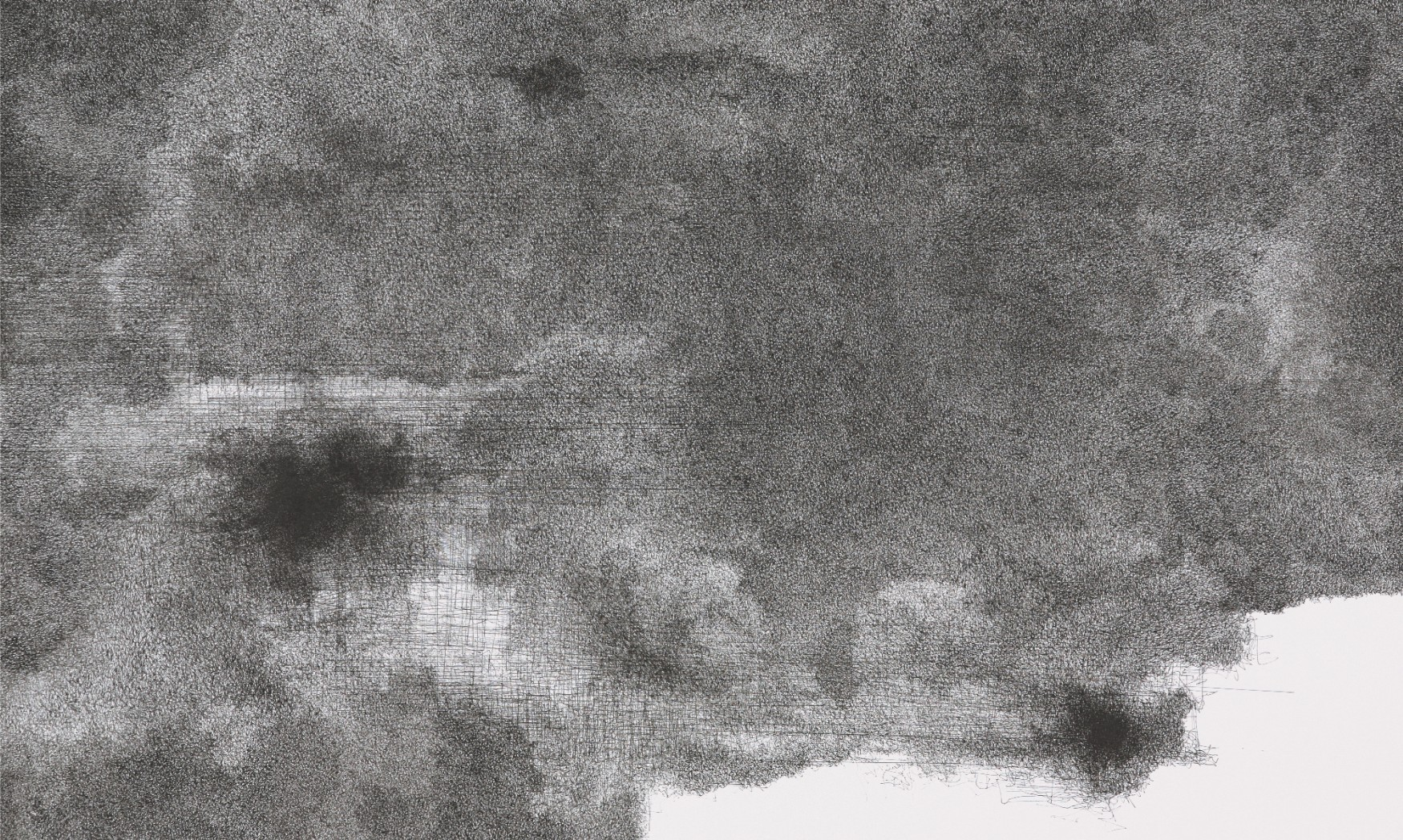
Nelleke Beltjens, Complex 3, 2006, Tintenstift auf Papier, 93 × 157 cm

2005 wandte sich Nelleke Beltjens von der Skulptur ab und beschäftigt sich seither mit meist großformatigen, oft mehrteiligen Tintenstift-Zeichnungen. Als Begründung für diesen Medienwechsel verwies Beltjens in einem Interview auf die Komplexität des Lebens, die sich im Medium der Zeichnung besser thematisieren lasse: „How can I keep making minimalist sculptures when life is so extremely complex?“ – „Wie kann ich damit fortfahren, minimalistische Skulpturen zu machen, wenn das Leben so extrem komplex ist?“
Ihre erste, fünfteilige Zeichnungs-Serie mit dem Titel „Complex“ (2005/06) zeigt dichte Linienballungen in dramatischem Hell-Dunkel. In den anschließenden Serien verwendet Beltjens eine Technik, bei der sie über die Ränder eines Hilfspapiers hinweg kurze Striche auf das Zeichenblatt setzt. Auf diese Art werden die Linien in kleinste, quer zum Linienverlauf stehende Markierungen zerlegt. Durch Überlagerung unzähliger Striche entstehen so extrem komplizierte, die Wahrnehmung überfordernde Strukturen.

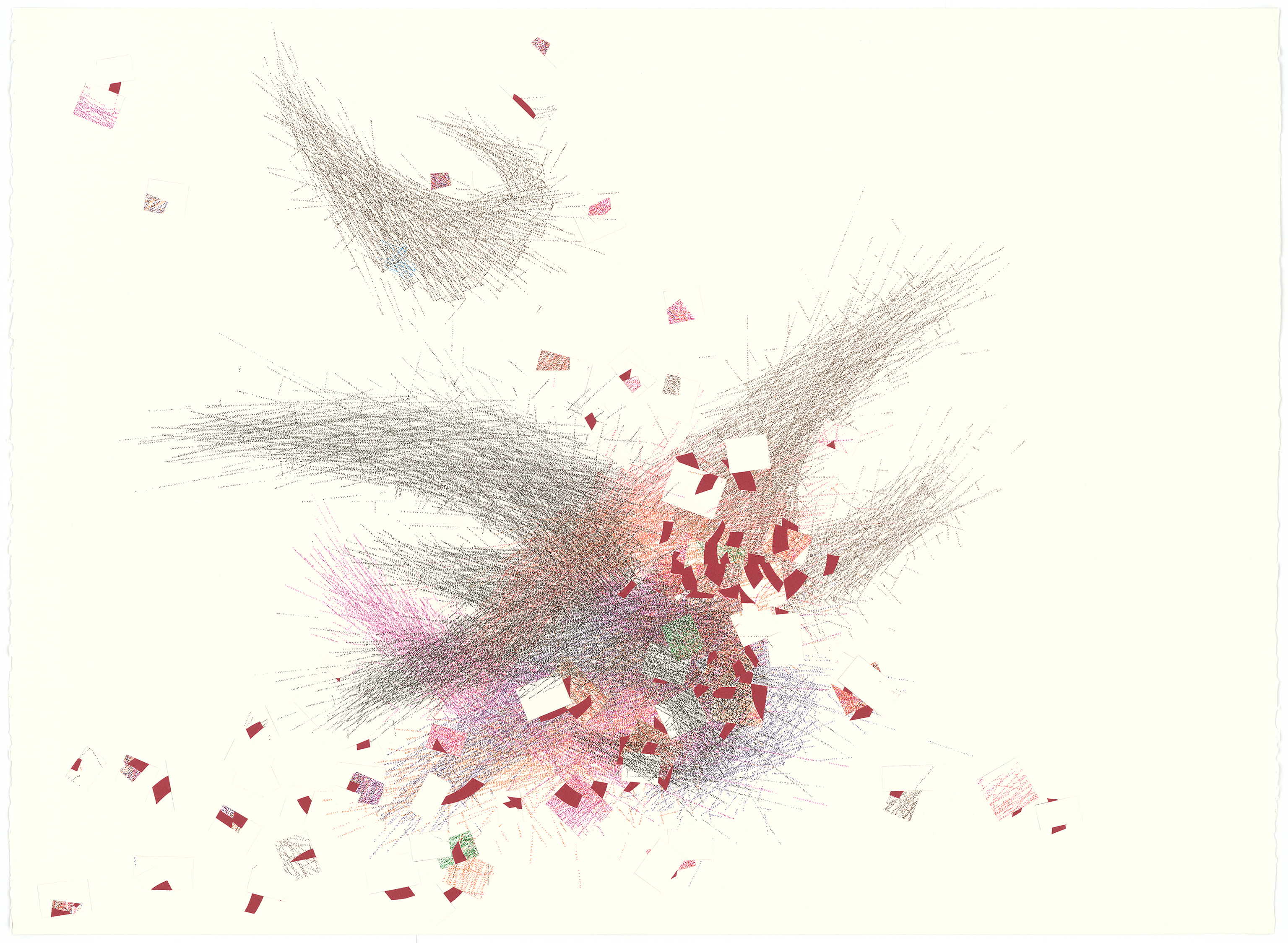
Nelleke Beltjens, Irresistible non-solution 11, 2013, Tintenstifte und Textilklebeband auf Papier (teilweise zerschnitten und wieder zusammengesetzt), 56 × 76 cm

In Serien wie „Uncut“ (2009), „Shift“ (2009) oder „Apparently“ werden Teile des Zeichenblatts herausgeschnitten, als Hilfspapier zum Zeichnen verwendet und wieder an ihren ursprünglichen Ort zurückversetzt. Auf diese Weise entsteht neben dem gezeichneten ein zweites komplexes Netz aus Schnittlinien. Seit 2013 kommt mit (meist roten) Textilklebebändern, die dem Schneideprozess unterworfen und entsprechend fragmentiert werden, eine dritte visuelle Ebene in die Zeichnungen hinein.
Die Zeichnungen von Nelleke Beltjens entstehen ausschließlich beim Hören von meist klassischer Musik. Ihre Intention besteht darin, ein der Musik vergleichbares Gefühl des Ungreifbaren zu erzielen: „I’m interested in the ungraspable […]“ – „Ich bin am Ungreifbaren interessiert […]“.

## Ausstellungen (Auswahl)
Einzelausstellungen:
- 2023 It Always Is, Galerie r8m, Köln
- 2013 Irresistible non-solution, Galerie Christian Lethert, Köln
- 2011 They don’t know either, Galerie Christian Lethert, Köln
- 2010 Immense, Kunstverein Leverkusen
- 2009 Apparently, Hosfelt Gallery, San Francisco
- 2009 Fragments of the Parts, Galerie Christian Lethert, Köln
- 2003 Seeking Subtleties, Hosfelt Gallery, San Francisco
- 1999 Solidified Thoughts, Hosfelt Gallery, San Francisco

Gruppenausstellungen:
- 2025 – Affordable Art Fair Brussels, Galerie r8m, Köln
- 2012 Re/pro/ducing Complexity (mit Hedwig Brouckaert und Jorinde Voigt), Städtische Galerie Villa Zanders, Bergisch Gladbach
- 2011 Re/pro/ducing Complexity (mit Hedwig Brouckaert und Jorinde Voigt), Museum Dhondt-Dhaenens, Deurle, Belgien
- 2005 Stedelijk Museum Roermond, Niederlande
- 2005 Personal Structures. 18 Künstler aus 11 Ländern, Ludwig Museum, Koblenz